# Карфур-Плеєль (станція метро)
48°55′10″ пн. ш. 2°20′35″ сх. д. / 48.919538526842° пн. ш. 2.3431265790847° сх. д.
Карфур-Плеєль (фр. Carrefour Pleyel) — станція лінії 13 Паризького метрополітену, розташована біля південно-західної межі міста Сен-Дені. 
Названа за однойменною площею, що отримала своє ім'я на честь французького композитора австрійського походження Ігнаца Плеєля та його фортепіанної фабрики, що базувалася в Сен-Дені поблизу цієї площі.

## Історія
Станцію відкрито 30 червня 1952 року як кінцеву пускової черги лінії 13 «Порт-де-Сент-Уен» — «Карфур-Плеєль», що вивела північно-східну гілку лінії 13 за межі Парижа і стала першою заміською дистанцією цієї лінії. 
До 20 червня 1976 станція була кінцевою на північно-східній гілці лінії.

## Конструкція та оформлення
Станція побудована за типовим паризьким проектом (односклепінна станція мілкого закладення), модифікованим для будівництва кінцевої станції. 
Має три колії, з яких у регулярному русі використовуються лише бічні, та дві платформи. 
Колійна стіна біля берегової платформи прикрашена графічним панно на тему композиторів-представників віденської класичної школи: серед представлених на панно портретів є профіль самого Плеєля, так і не менш знаменитого австрійця В. А. Моцарта.

## Пересадки
- Сен-Дені — Плеєль
- Стад-де-Франс — Сен-Дені
- Автобуси:
  - RATP: 139, 255 та 274;
  - Noctilien: N44

## Колійний розвиток
Від південно-західної горловини станції починається службова сполучна гілка в депо Плеєль, що обслуговує лінію 13 Паризького метрополітену.

## Операції
| Попередня станція | Лінія | Лінія | Лінія | Наступна станція        |
| ----------------- | ----- | ----- | ----- | ----------------------- |
| Мері-де-Сент-Уан  |       | 13    |       | Сен-Дені — Порт-де-Парі |